# Chanson Pour Toi Erika Scholler
Chanson Puor Toi Erika Scholler è un album di Gilda Giuliani pubblicato dalla casa discografica RCA nel 1974.
Tutti i brani sono cantanti in lingua francese.

## Tracce
Lato A
1. Chanson Pour Toi – 2:45 (Lama, Dona)
2. Erika Scholler – 3:45 (Pallavicini, Mescoli, Salvet)
3. On Oublie Tout On Recommence – 3:21 (Matteoni, Jourdan)
4. Vous – 2:13 (Buggy, Morgan)
5. Il Arrive – 2:42 (Matteoni, Jourdan)
6. Le Soleil S'Est Cache – 2:45 (Buggy, Morgan)

Lato B
1. Ne Joue Pas Avec L'Amour – 4:14 (Salerno, Balducci, Level)
2. Ne Luis Dis Pas La Verite – 3:51 (Stellita, Gassano, Level)
3. Il Y A – 3:58 (Pallavicini, Ferrari, Mescoli, Buggy)
4. Plus Vite Et Plus Loin – 3:03 (Buggy, Morgan)
5. Comme Tu Peux Me Manquer – 4:35 (Pallavicini, Ferrari, Mescoli, Buggy)